# Маладерс
Маладерс (нем. Maladers) — деревня и бывшая коммуна в Швейцарии, в кантоне Граубюнден. 
До 2019 года имела статус отдельной коммуны. 1 января 2020 года вошла в состав коммуны Кур. Входит в состав региона Плессур (до 2015 года входила в округ Плессур).
Население составляет 488 человек (на 31 декабря 2006 года). Официальный код  —  3926.